# نمرين (فلسطين)
نمرين كانت قرية فلسطينية تبعد 10 كيلومتر شمال غرب مدينة طبريا.

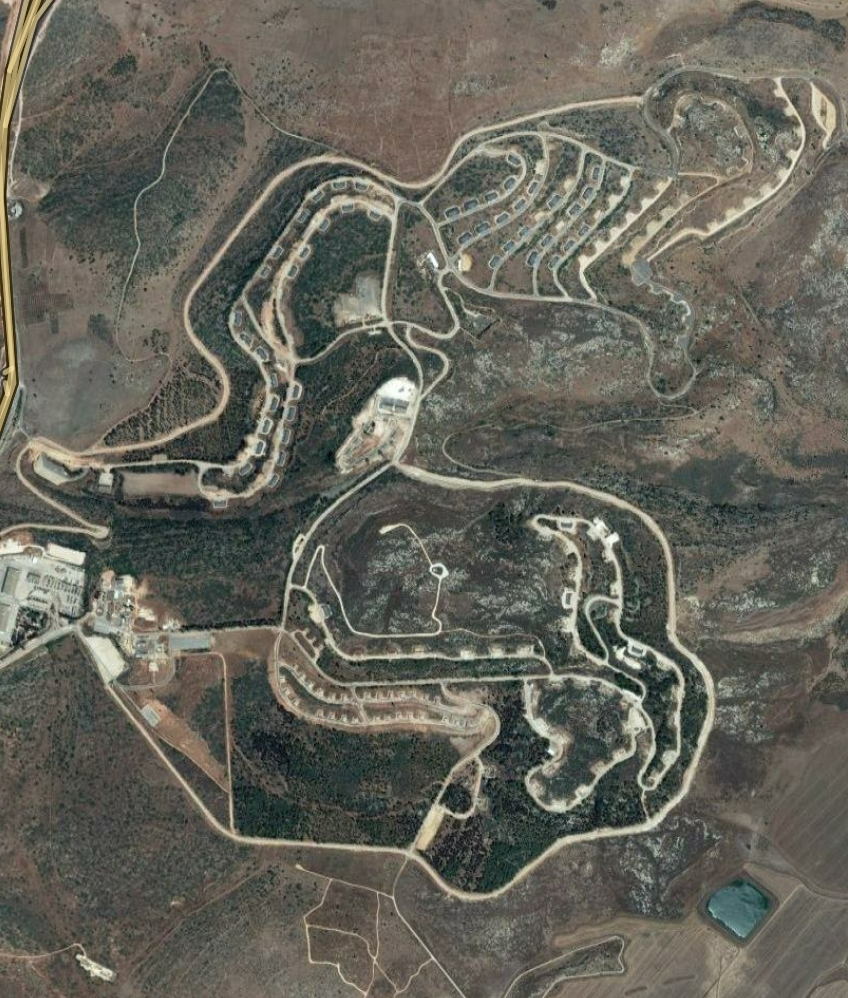
صورة من القمر الصناعي لقرية نمرين الفلسطينية

احتلت القرية في 16 يوليو 1948، في عملية ديكل العسكرية؛ ونزح سكانها نتيجة الاعتداء المباشر من القوات الصهيونية.
نمرين هي قرية فلسطينية عربية تبعد 10 كيلومتر شمال غرب مدينة طبريا، وقد أنشئت في جبال
الجليل الادنى على ارتفاع 360 م عن سطح البحر في منتصف جبل شبه مستو يبلغ طوله قرابة 1,5 كم ويمتد من الشمال الغربي نحو الجنوب الشرقي ويزداد تدريجيا نحو شمال غرب القرية فيصل إلى 379م عن سطح البحر. تحيط اراضي عيلبون القرية من الشمال، وجنوبها تقع قرية لوبيا فيما تقع حطين شرق نمرين.
يبدأ وادي خنفور على بعد نصف كم تقريبا شرقي القرية ثم يتجه نحو الشمال الشرقي ليرفد وادي الحمام. وتقع بئر مرج الجوع على بعد كيلومتر واحد جنوبيها. وتوجد 10 صهاريج للماء في شمال وشمال شرق وشرق القرية مباشرة. وعلى بعد 2 كم نحو الشمال الغربي من القرية بركة أم العهد وخربتها. الامتداد العام للقرية من الشرق إلى الغرب، وهي من النوع المكتظ. وكان فيها عام 1931 نحو 71 مسكنا بنيت من الحجارة والاسمنت والطين والجبس أو الاسمنت المسلح وسقف بعضها بالأخشاب والقصب والطين. وفي عام 1945 بلغت مساحة أراضيها 21,019 دونما تملك اليهود منها 3,224 دونما، أي 26,8%. كان في نمرين 273 نسمة من العرب في عام 1922، وارتفع العدد إلى 316 نسمة في عام 1931 و320 نسمة في عام 1945، وهي بذلك خامس أصغر قرية في قضاء طبرية من حيث عدد سكانها. ضمت القرية جامعا ومعصرة زيتون غير آلية. وأنشئت في العهد العثماني فيها مدرسة ابتدائية للبنين أغلقت في العهد البريطاني. واستخدم السكان آبار تجميع مياه الأمطار في الشرب والأغراض المنزلية. اعتمد اقتصاد القرية على الزراعة وتربية المواشي، وأهم المزروعات الحبوب. وقد زرعت الخضر في مساحات صغيرة. وفي موسم 42/1943 كان فيها 350 دونما مزروعة زيتونا منها 300 دونم مثمرة. شرد اليهود سكان القرية العرب ودمروها في عام 1948.

## التعداد السكاني
بلغ عدد سكان أهالي بلدة نمرين في عام 1596 110 نسمة، وفي القرن 19 بلغ عددهم 250 نسمة، أما في عام 1922 بلغ التعداد السكان فيها 273 نسمة، وفي عام 1931 بلغ عددهم 316 نسمة، وفي العام 1945 بلغ عددهم 320 نسمة، أما في عام 1948 بلغ عددهم 371 نسمة. ويقدر عدد اللاجئين في عام 1998 حوالي 2,280 نسمة.

## القرية قبل الإغتصاب
كانت القرية مبنية على مرتفع يصل بين تلين: احدهما في الشمال الغربي والأخر في الجنوب الشرقي وكانت تواجه سهل ترعان من جهة الجنوب الغربي وكان جبل طابور يشاهد في البعيد جنوبا. وكانت القرية أيام الرومان موطن كهنة يعرف باسم كفار نمرا. في سنة 1596 كانت نمرين قرية تؤدي الضرائب على عدد من الغلال كالقمح والشعير والزيتون بالإضافة إلى عناصر أخرى من الإنتاج والمستغلات كالماعز وخلايا النحل. في أواخر القرن التاسع عشر وصفت نمرين بأنها قرية مبنية بالطين على سفح تل وعدد سكانها 250 نسمة تقريبا وكان للقرية وسط صغير بيضوي الشكل تزدحم فيه المنازل الأحدث عهدا فكانت تتناثر إلى الشمال الشرقي من هذا الوسط كما كانت منازلها مبنية إلى الشمال والاسمنت أو بالحجارة والطين وسقوفها مصنوعة من الخشب أو القصب المغطى بطبقة من الطين. في العهد العثماني أنشئ في القرية مدرسة ابتدائية للبنين لكنها أغلقت أبوابها زمن الانتداب البريطاني. وكان سكان نمرين وكلهم من المسلمين يتزودون مياه الشرب من نبع يقع على بعد 1,5 كلم إلى الجنوب ومن الصهاريج التي تجتمع فيها مياه الأمطار. كانت الزراعة وتربية المواشي أهم موارد رزق سكان القرية والحبوب أهم الغلال. وكانت الخضروات تزرع في رقاع صغيرة في 1944\ 1945 كان ما مجموعه 7905 من الدونمات يدوية في القرية وقد بنيت نمرين فوق أنقاض الموقع الروماني ومن الدلائل على ذلك المعاصر المنحوتة في الصخر والقبور وبقايا الصهاريج.

## إحتلال القرية وتطهيرها عرقيا
الأرجح أن مصير نمرين كان كمصير لوبيا أو حطين وهما من القرى المجاورة التي سقطت في نهاية عملية ديكل وًيشير المؤرخ الإسرائيلي بني موريس إلى أن القرية سقطت في 16 -17 تموز \يوليو 1948 قبيل نهاية فترة الأيام العشرة بين هدنتي الحرب. ولا يضيف موريس بدقة أوضاع احتلالها ولا يعرف على وجه الدقة ما الذي حمل سكانها على النزوح.

## المغتصبات الصهيونية على اراضي القرية
على أنقاض القرية يوجد قاعدة عسكرية كبيرة حيتّم (Hittm) ممكن رويتها من نظرة القمر الصناعي وبنيت مستعمرة “أحوزت نفتالي” على أراضي القرية عام 1949.

## القرية اليوم
الموقع مسيج ومثله قسم كبير من أراضي القرية.

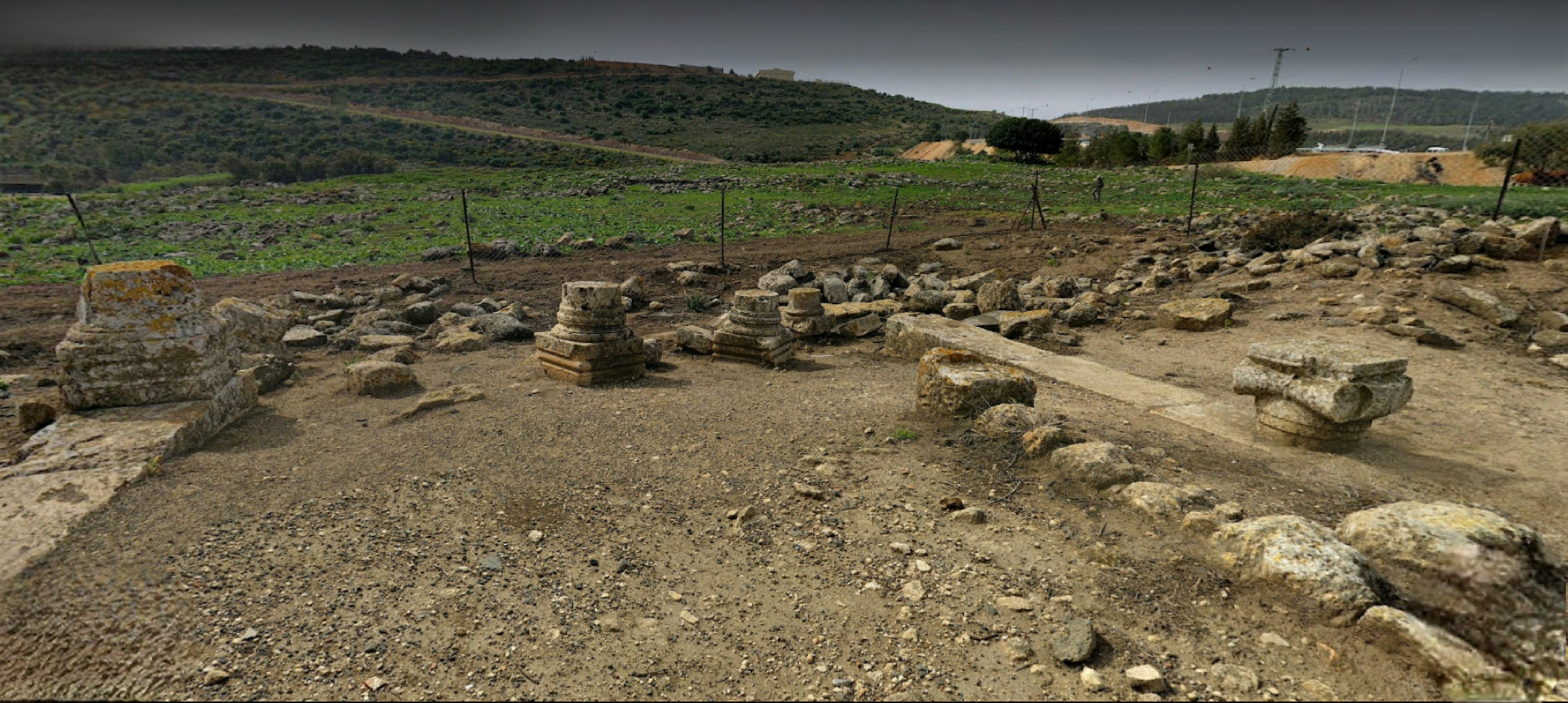
موقع أثري شمال غربي القرية

## الأماكن الأثرية
تحتوي القرية على بقايا معاصر زيت وصهاريج ومغائر وآثار ومدافن ومعصرة خمر منقورة في الصخر.